# سیارک ۷۸۴۵
سیارک ۷۸۴۵ (به انگلیسی: 7845 Mckim، نامگذاری:1996AC) هفت هزار و هشتصد و چهل و پنجمین سیارک کشف شده‌است که در ۱ ژانویه ۱۹۹۶ کشف شد.